# شیرزن (فیلم ۲۰۲۶)
شیرزن (به انگلیسی: Lioness) یک فیلم اکشن و دلهره‌آور آمریکایی آماده اکران به کارگردانی جیمز نان و نویسندگی دامینیک برنز با بازی کیت بکینسیل، لوئیس تان، راسموس هاردیکر، آلیس کریج، بیلی پاتریک، تام بنت، مت ویلیس و راکسی استریار است.

## خلاصه داستان
یک گروه ویژه سابق برای آخرین مأموریت خود گرد هم می‌آیند - یک سرقت پرخطر برای نجات دختر جوان فرمانده‌شان

## ساخت
در ژوئیه ۲۰۲۴، اعلام شد که کیت بکینسیل برای بازی در یک فیلم اکشن با عنوان «شیرزن» به کارگردانی جیمز نان و نویسندگی دامینیک برنز انتخاب شده است. در ماه مارس ۲۰۲۵، فیلمبرداری اصلی در بریتانیا آغاز شد.